# ویندهاوزن (تورینگن)
ویندهاوزن (به آلمانی: Windehausen) یک منطقهٔ مسکونی در آلمان است که در هرینگن/هلمه واقع شده‌است. ویندهاوزن ۵۳۱ نفر جمعیت دارد.